# La leggenda di Zanna Bianca
La leggenda di Zanna Bianca (White Fang 2: Myth of the White Wolf) è un film del 1994, diretto da Ken Olin; è il sequel del film Zanna Bianca - Un piccolo grande lupo. È uscito nei cinema il 15 aprile 1994, distribuito dalla Walt Disney Pictures; è stato distribuito in VHS il 19 luglio 1995 dalla Disney Video. Contrariamente al film precedente, il sequel non ha alcuna connessione con il romanzo, tranne sul finale, in cui Zanna Bianca diventa padre di alcuni cuccioli.

## Trama
Jack Conroy, eroe del film precedente, è ripartito per San Francisco nel suo hotel (aperto grazie all'oro che aveva trovato) ed ha affidato il suo lupo Zanna Bianca al suo amico Henry Casey rimasto in Alaska. Ma Henry non è visto di buon occhio dal reverendo Leland. Un giorno Henry lascia la sua casupola sperduta per scendere con la barca in città, assieme a Zanna Bianca, a rivendere l'oro che ha trovato. Le acque del fiume sono mosse e la barca si ribalta; Henry viene soccorso da Lily, una ragazza della locale tribù di Nativi Americani, in crisi perché un branco di caribù è da tempo scomparso dalla zona lasciando gli indigeni affamati. Sia Lily che suo padre Moses, difatti, hanno sognato che un lupo troverà i caribù portandoli lì e dato che Zanna Bianca è scomparso nel fiume in cerca di Henry, Lily è convinta che l'animale si sia trasformato nel giovane per aiutarli, come magia da totem. All'inizio, Henry, chiamato Lupo Bianco, trova i nativi e le loro credenze strane e non ci vuole avere a che fare; tuttavia rimane attratto da Lily ed accetta di partire assieme al cugino di lei Peter, e con Zanna Bianca ricomparso, alla ricerca dei caribù. Lily li segue di nascosto, ma la zona è disseminata di trappole a tagliola e Peter muore, trasformandosi in un corvo, suo animale totem. Henry e Lily scoprono che i caribù sono stati imprigionati da un recinto di pietra, e che il corrotto reverendo Leland Drury ha reso schiavi i cacciatori che erano andati a cercarli, obbligandoli a lavorare nella sua miniera d'oro e a disseminare le trappole per prendere caribù. I due penetrano nella miniera dove Lily viene catturata, mentre Henry riesce a fuggire rubando della dinamite, con cui fa saltare il recinto liberando la mandria di caribù. Il reverendo cerca di fuggire con Lily prigioniera, ma Henry e Zanna Bianca saltano sul suo carro; mentre il giovane libera Lily, Zanna Bianca insegue Leland che finisce poi travolto dai caribù, morendo. La mandria torna alla sua zona consueta sfamando i nativi, per i quali Henry è ora divenuto un eroe. Henry rimane al villaggio indiano dove sposa Lily, mentre Zanna Bianca si accoppia con una lupa bianca (che sostituisce la cagna Collie del romanzo), da cui ha dei cuccioli.

## Produzione
Il film è ambientato in Alaska, ma è stato girato ad Aspen (Colorado, USA) e Vancouver (Columbia Britannica, Canada).